# Эклампсия
Эклампси́я (др.-греч. ἔκλαμψις — вспышка, внезапное возникновение) — заболевание, возникающее во время беременности, родов и в послеродовой период, при котором наблюдается судорожная активность, а артериальное давление достигает такого высокого уровня, что появляется угроза жизни матери и ребёнка. Форма гестоза беременности. Болезнь развивается на фоне преэклампсии.

## Этиология
Этиология и патогенез до конца не изучены. Существует более 30 теорий возникновения эклампсии, к самым распространённым из них относятся:
- Генетические факторы (дефекты генов: 7q36, eNOS, 7q23-ACE, HLA, АТ2Р1, C677T — полиморфизм);
- Тромбофилии (АФС);
- Экстрагенитальная патология;
- Инфекция.

Не существует ни одного теста, позволяющего с достаточной достоверностью прогнозировать эклампсию.
Основной пусковой механизм преэклампсии — фетоплацентарная недостаточность в сочетании с другими материнскими факторами риска.

### Материнские факторы риска
- Тяжёлая преэклампсия/эклампсия во время предыдущих беременностей (ОР — 7,19);
- Тяжёлая преэклампсия/эклампсия в семейном анамнезе (ОР — 2,90);
- Многоплодная беременность (ОР — 2,93);
- Хронические соматические заболевания:
  - Артериальная гипертензия;
  - Болезни почек;
  - Болезни сердечно-сосудистой системы;
  - Сахарный диабет (ОР — 3,56);
- Ожирение (ИМТ > 35) (ОР — 2,47);
- Первая беременность (ОР — 2,91);
- Антифосфолипидный синдром; (ОР при сочетании с преэклампсией в анамнезе > 9);
- Возраст старше 40 лет (ОР — 2.1);
- Интервал между родами более 10 лет (ОР — 1.9).

## Клинические проявления
Самый характерный признак эклампсии — генерализованные тонико-клонические судороги с потерей сознания, не связанные с какой-либо другой церебральной патологией (например, эпилепсией или кровоизлиянием в головной мозг). Обычно судорожному припадку предшествуют следующие симптомы: головная боль, боль в подложечной области, а также нефропатия. Судорожный припадок развивается в определённой последовательности:
1. Возникают мелкие фибриллярные сокращения мышц лица, переходящие на верхние конечности (15—25 с).
2. Развиваются тонические судороги мышц всей скелетной мускулатуры, нарушается или полностью отсутствует дыхание, больная теряет сознание, зрачки расширены, отмечается прогрессирующий цианоз кожных покровов и видимых слизистых оболочек (10—20 с).
3. Развиваются клонические судороги мышц туловища, верхних и нижних конечностей. На этой стадии у больной появляется нерегулярное, хриплое дыхание, изо рта выделяется пена, нередко окрашенная кровью из-за прикусывания языка (1—1,5 мин).
4. После сокращения клонических судорог больная впадает в эклампсическую кому.

Во время припадка могут возникать асфиксия, прикусывание языка, ушибы и переломы. После окончания судорог возможно развитие аспирационной пневмонии и печеночно-почечной недостаточности. Больная может умереть во время судорожного припадка или после его окончания от кровоизлияния в мозг, асфиксии, отёка лёгких. Плод нередко погибает от острой гипоксии.

## Дифференциальный диагноз
Эклампсию необходимо дифференцировать от судорожных припадков при эпилепсии и других судорожных расстройств (в частности, разрыва аневризмы мозговых сосудов, диссоциативных конвульсий, менингита, острого нарушения мозгового кровообращения, уремической комы и энцефалита).

## Лечение
Так как этиология заболевания неясна, единственным этиопатогенетическим методом лечения остаётся досрочное родоразрешение.
До и после родоразрешения также применяются следующие методы лечения:
- Обеспечение строжайшего покоя, устранение зрительных, слуховых, тактильных и болевых ощущений;
- Устранение сосудистого спазма, ведущего к артериальной гипертензии;
- Дегидратационная терапия, способствующая усилению диуреза и предупреждающая отёк мозга;
- Оксигенотерапия — вдыхание кислорода.